# 屏風

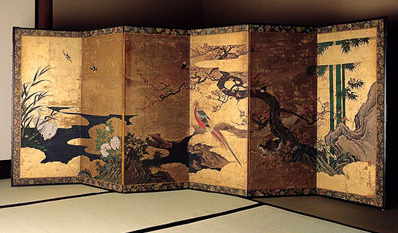

屏風（びょうぶ）とは、部屋の仕切りや装飾に用いる調度品の一種。木の枠に小さなふすまのようなものを数枚つなぎ合わせて折り合わせた構造である。「風を屏（ふせ）ぐ」という言葉に由来する。元々は、布団の枕元に立てて冷気を防ぐ風よけのためにあり、昔は屏風をすべて「枕屏風」と呼んでいた。今ではそれに絵画などを描く美術品として扱われる。

## 歴史
歴史は古く、中国の漢時代には、すでに風よけの道具として存在していた。魏、晋、南北朝時代には、王族の贅沢な装飾品へと変化していった。
日本では文献上は『日本書紀』に初めて屏風に関する記述がみられる。日本における最も古い屏風は、686年に朝鮮半島の新羅より献上されたものだといわれている。現存のものでは、8世紀に作られたもの（『鳥毛立女屏風』）が正倉院に保管されている。
平安時代や鎌倉時代の屏風はわずかにしか確認されていないが、室町時代になると水墨画や極彩色の屏風が多く制作されるようになった。こうして室町時代には今日の屏風絵の形態が整い、近世の金碧障屏画へと発展した。
中世では輸出品として珍重され、外国への贈答品としても使われた。遣明船の場合だと、必ず金屏風三双を送る習わしだった。永享5年（1433年）遣明船の朝貢品予算リストである「渡唐御荷物色々御要脚」には「御屏風 参双 代百五貫文」と計上され、天文10年（1541年）大内義隆が狩野元信に制作依頼した発注書では「一双分代。三十五貫文」と明記されている。近世では安土桃山時代から江戸時代にかけ贅を尽くした金地のきらびやかな屏風がたくさん作られた。

## 構造
基本的な構造は、矩形の木枠の骨格に用紙または用布を貼ったもので、この細長いパネルを一扇といい、それに向かって右から第一扇、第二扇と数える。これを接続したものが屏風の一単位、一隻（一畳、一帖）である。
かつては屏風側から見て右側を右隻、左側を左隻と呼んだが、近年は向かって右側の屏風を右隻、左側の屏風を左隻と呼ぶ傾向にある。
奈良・平安時代は一隻六扇（六曲）が一般的で、各扇を革紐などでつなぎ、一扇ごとに縁をつけていた。鎌倉時代に紙製の蝶番が案出され、現在のように前後に開閉可能になった。
また、初期の屏風絵は一扇（1つのパネル）ごとに縁取りがあったが、それが二扇をつないだ縁取りになり、室町時代初期には屏風全体が一続きとなる大画面が実現した。14世紀前半には二隻（一双）を単位とする、六曲一双形式が定型となった。江戸時代に入ると二曲や八曲の屏風も出現した。

## 美術

### 屏風絵
先述のように室町時代には水墨画や極彩色の屏風絵が多く描かれるようになった。さらに安土桃山時代から江戸時代にかけて、城郭には必ずといっていいほど屏風が置かれ、それによって屏風絵は芸術としてその地位を高めていった。その時代の有名な絵師としては、狩野永徳らが挙げられる。
日中の屏風絵は西欧に渡ったり、影響を与えたりした。戦国時代から江戸時代初期に行われた南蛮貿易を通じて海外に渡った日本の屏風絵は、ポルトガル語やスペイン語で「ビオンボ」（BIOMBO）と呼ばれた。作者は確定していないが、ノアの方舟伝説を日本風に描いた「大洪水図屏風」も制作された（メキシコのソウマヤ美術館所蔵）。また中国から西欧へ輸出された屏風は「コロマンデル屏風」と呼ばれ、西洋画を嵌め込んで使われたり、欧州やその植民地で屏風絵が制作されたりした。

### 金屏風
室町時代には金箔、切箔、金砂子、金泥などで加飾した金屏風が製作されるようになった。金屏風は日常や儀礼用の調度品だっただけでなく、幕府や諸大名から中国、朝鮮半島、ヨーロッパなどの国王への贈答にも用いられた。

## 屏風に関する文化
金屏風は高級感がありつつ無地なので手前の人物等を引き立たせ、またレフ板としての効果もあり、結婚式場などで活用されている。芸能人の婚約記者会見会場などのセットにも用いられる。2008年には春風亭小朝・泰葉夫妻が催した離婚記者会見においても使われ、度肝を抜かせた。
箏曲地歌などの近世邦楽の正式な演奏会では緋毛氈とともに用いられるのが普通であり、地歌舞、日本舞踊、歌舞伎等のパフォーマンスの背景におかれることも多い。
また古典園芸植物の屋内展示の際にもバックとして用いられることが多い。
屏風は完全に折り畳んだり、板状に広げきったりした状態では倒れやすく、その中間だと安定して設置できる。このため、世渡りには妥協や少々のルール違反も必要という意味で「人と屏風は直ぐには立たぬ」「屏風と商人は曲げねば立たぬ」「商売と屏風は、広げれば広げるほど倒れやすい」という諺がある。
中国大陸では、幽霊は屏風が壁に見えるという俗信がある。中国の伝統的な建物の入り口が_-_状になっているのはそのためであるという説もある。

## ギャラリー

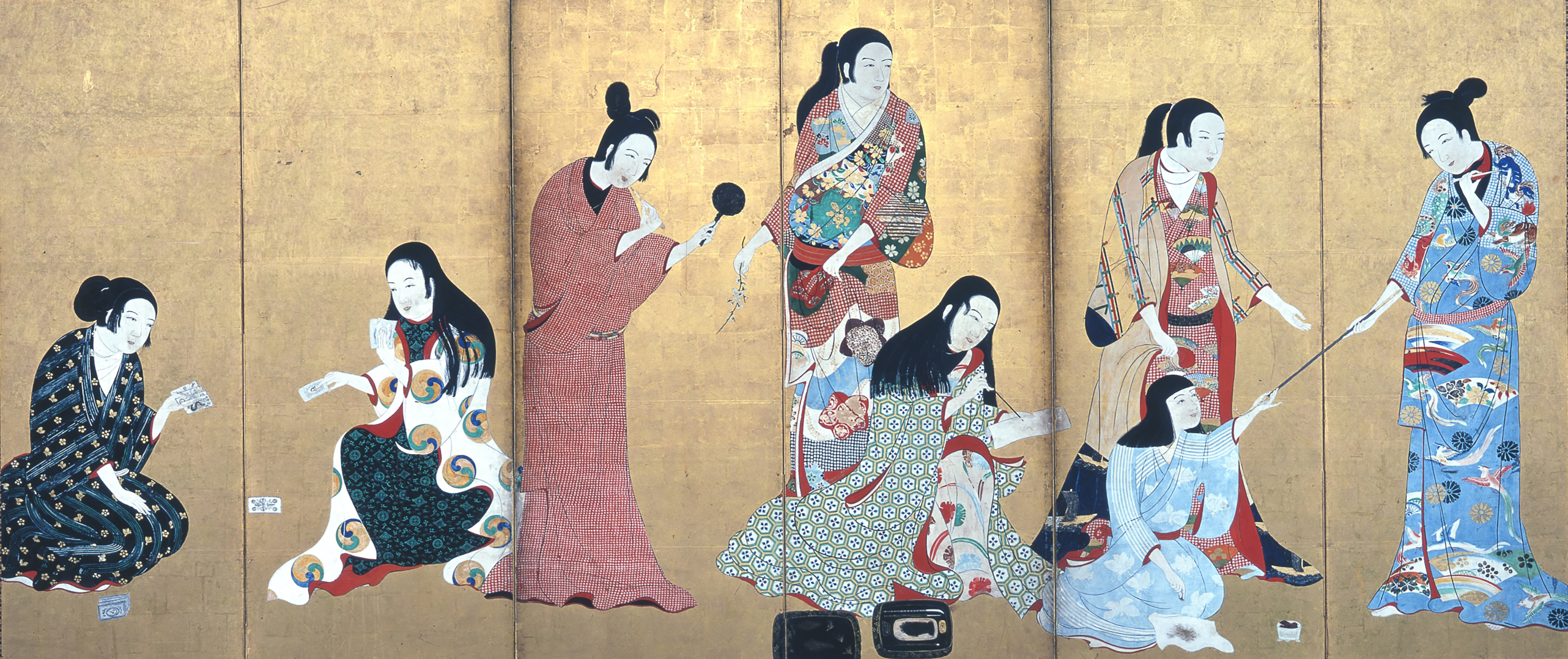
国宝・「婦女遊楽図」 （「松浦屏風」）（左隻） 大和文華館所蔵
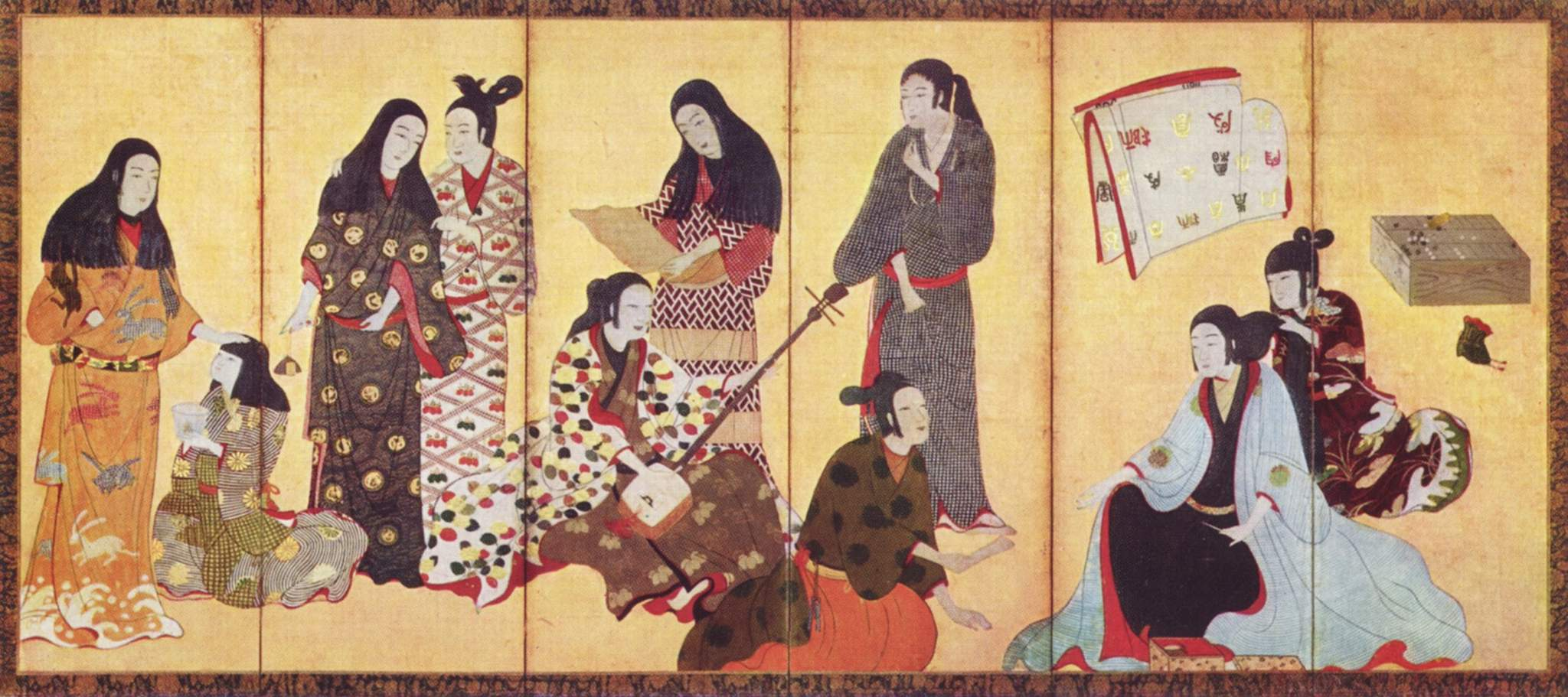
国宝・「婦女遊楽図」 （「松浦屏風」）（右隻） 大和文華館所蔵
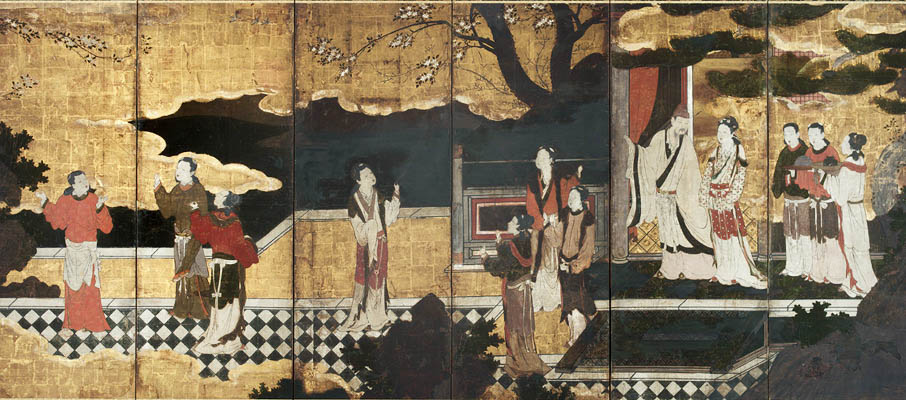
狩野永徳作 「玄宗楊貴妃遊園図屏風」
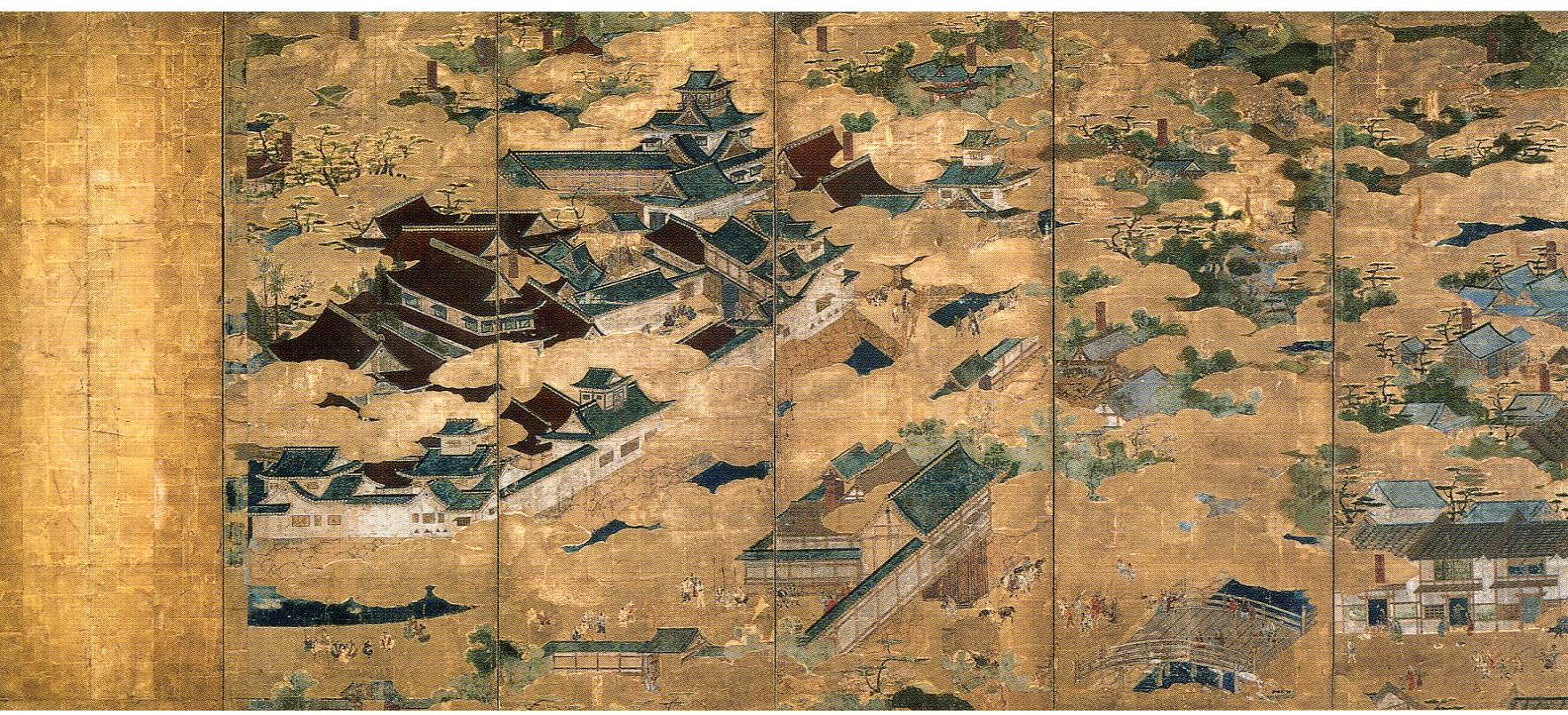
「聚楽第図屏風」 三井記念美術館所蔵
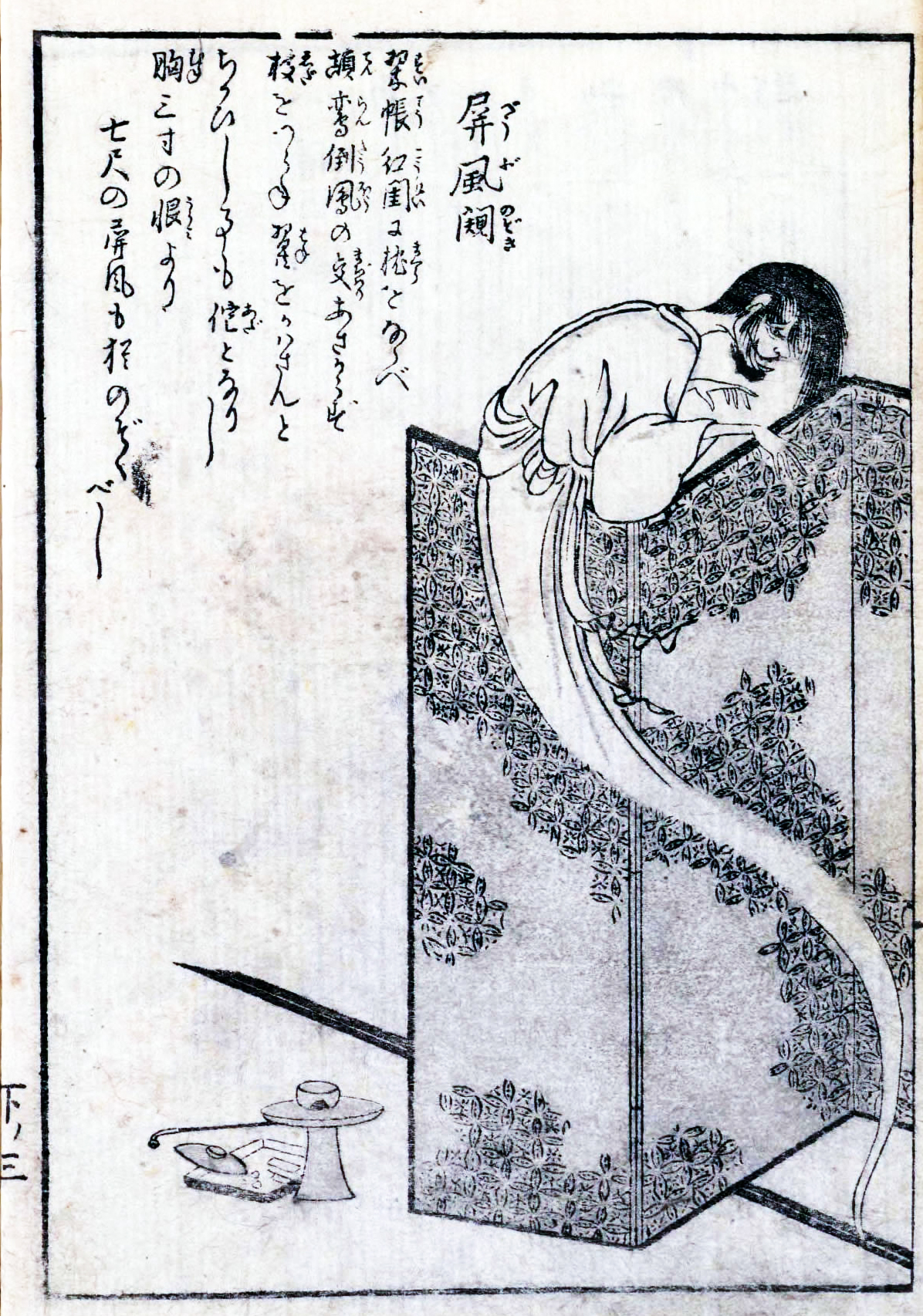
鳥山石燕が描いた妖怪「屏風覗」 『今昔百鬼拾遺』掲載